# Partij voor de Vrijheid
Die Partij voor de Vrijheid (PVV), deutsch Partei für die Freiheit, ist eine rechtspopulistische und rechtsextreme sowie europaskeptische Partei in den Niederlanden. Sie erhielt bei der Parlamentswahl 2006 aus dem Stand heraus 5,9 Prozent der Stimmen.
Seit der Parlamentswahl 2023 ist sie mit 23,7 Prozent (35 Sitzen) die stärkste Kraft im Repräsentantenhaus und bildete mit VVD, NSC und BBB seit dem 2. Juni 2024 die von dem parteilosen Ministerpräsidenten Dick Schoof geführte Regierung. Die PVV stellte dabei fünf Minister.
Vorsitzender und einziges Mitglied ist ihr Gründer Geert Wilders, der vorher Abgeordneter der konservativ-liberalen VVD war. Die Partei warnt vor einer aus ihrer Sicht stattfindenden Islamisierung der Niederlande und ruft zu deren Bekämpfung auf. Ferner setzt sie sich für eine Begrenzung der Einwanderung, für ein härteres Vorgehen gegen Kriminelle und gegen die Erhöhung des Renteneintrittsalters ein.
Am 3. Juni 2025 gab Wilders bekannt, dass die Partei die Regierungskoalition verlässt.

## Geschichte
Nach dem Zweiten Weltkrieg hatte es kurzzeitig eine Partij van de Vrijheid gegeben. Im Januar 1948 gründete sich daraus die heutige Volkspartij voor Vrijheid en Democratie (VVD), der Wilders entstammt. Dabei handelte es sich jedoch um liberale oder rechtsliberale Parteien.
Rechtspopulismus und immigrationsskeptische Äußerungen waren zuvor seit den 1960er-Jahren von der Boerenpartij und dann in den 1980er-Jahren vor allem von den Centrum Democraten von Hans Janmaat vertreten worden, auch im Parlament, genauer der Zweiten Kammer der Generalstaaten.
In den Wahlen von 2002 war die rechtspopulistische Lijst Pim Fortuyn (LPF) aus dem Stand heraus zweitstärkste Kraft im Parlament geworden. Fortuyn selbst war noch kurz vor den Wahlen ermordet worden; die eilig zusammengestellte Liste bestand aus einer Gruppe von Mitgliedern ohne Zusammenhalt und Erfahrung. Auf Grund häufiger Führungswechsel zerfiel sie bald. Bei den Neuwahlen von 2003 wurde sie dafür abgestraft, bei denen von 2006 verschwand die LPF aus dem Parlament.

### Gründung 2006
Wilders gilt als einer der ideologischen Erben der LPF. Er war VVD-Abgeordneter im nationalen Parlament. Nachdem er am 2. September 2004 die VVD verlassen hatte, blieb er anschließend als Einmannfraktion Groep Wilders Abgeordneter. Nach einer Kampagne gegen den Vertrag über eine Verfassung für Europa, der bei einem Referendum tatsächlich keine Mehrheit erhielt, nutzte Wilders den Moment und gründete am 22. Februar 2006 die Partij voor de Vrijheid. Die Partei hat zwei Mitglieder, Wilders als Person und die Geert Wilders Foundation. Bei den niederländischen Parlamentswahlen am 22. November 2006 trat sie an und erreichte 5,9 %. Das entsprach neun Sitzen im Parlament.
Anders als die zerstrittene LPF hatte die PVV mit Wilders aufgrund ihrer Organisationsstruktur eine praktisch unanfechtbare Führungsperson. Er hatte die Mitglieder der Fraktion, die seine Partei vertreten, persönlich ausgewählt und auf ihre Aufgabe vorbereitet.

### Entwicklung 2009: Kopftuchdebatte, Einwanderungspolitik
Bei ihrem erstmaligen Antritt bei den Europawahlen, im Juni 2009, erreichte die PVV 17 % der Stimmen und wurde damit zweitstärkste Kraft in den Niederlanden. Sie entsandte demnach vier Abgeordnete ins Europäische Parlament.
Im September 2009 errang der Beitrag Wilders’ zur Generaldebatte im Parlament Aufmerksamkeit, in welchem er eine kopvoddentaks forderte (wörtlich eine „Kopf-Lumpen-Abgabe“, meist im Deutschen als „Kopftuchsteuer“ wiedergegeben). Das Tragen eines „islamischen Kopftuches“ solle dadurch entmutigt werden, dass eine Muslimin eine Lizenz dafür benötigt. Diese Lizenz solle im Jahr eintausend Euro kosten. Das Symbol der Unterdrückung sei eine Verschmutzung des politischen Bereichs, und dafür müsse der Verursacher zahlen. Die Einnahmen sollten unter anderem Frauenhäusern zugutekommen. Wilders’ Vorschlag wurde von den anderen Fraktionen vehement abgelehnt und wurde von der Partei zeitweise nicht mehr verfolgt.
In derselben Generaldebatte wiederholte Wilders seine Forderung, die Regierung solle darüber informieren, wie viel ein nichtwestlicher Einwanderer kostet. Die Muslime seien schließlich nicht in die Niederlande gekommen, weil ihnen das Land der Ungläubigen gefalle, sondern weil sie Sozialleistungen suchten. Das Kabinett habe geantwortet, man errechne ja auch nicht, wie viel Senioren kosten. „Wieso wissen wir nicht, wie viel ein Senior kostet? Jemand im Pflegeheim kostet 165 Euro am Tag, ein Strafgefangener 192 Euro und jemand in Sicherungsverwahrung 476 Euro.“
Anfang November 2009 stand die PVV einer Umfrage zufolge bei 28 Mandaten (etwa 18 Prozent). Sie hatte damit ein Mandat Vorsprung gegenüber der in der Umfrage nächststärksten Partei, den Christdemokraten von Ministerpräsident Balkenende.

### Kommunal- und Parlamentswahlen 2010
Bei den Kommunalwahlen am 3. März 2010 trat die PVV nur in zwei Städten an, erreichte dort aber herausragende Ergebnisse. In Almere erhielt die PVV den größten Stimmenanteil aller Parteien (21,6 Prozent), in Den Haag wurde sie die zweitstärkste Kraft (16,9 Prozent). Die Kommunalwahlen wurden als Stimmungstest für die vorgezogenen Parlamentswahlen gesehen, die für den 9. Juni 2010 terminiert wurden. Der amtierende Ministerpräsident Jan Peter Balkenende von der christdemokratischen CDA hatte eine mögliche Koalition mit der PVV nicht ausgeschlossen.

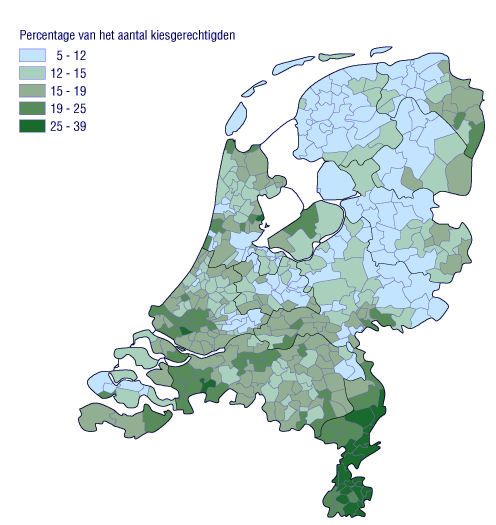
PVV-Wahlergebnisse nach Gemeinden, 2010

Bei den Parlamentswahlen am 9. Juni 2010 wurde die PVV drittgrößte Kraft hinter Rechtsliberalen (VVD) und Sozialdemokraten (PvdA). 1,45 Millionen Stimmen (15,5 Prozent) reichten für 24 Parlamentssitze. Nach langen Verhandlungen einigten sich die Rechtsliberalen (VVD) und die Christdemokraten (CDA) im Oktober 2010 auf eine Minderheitsregierung unter Duldung der PVV. Die Regierung hatte zusammen mit der PVV nur eine knappe Mehrheit: 76 von 150 Abgeordneten.

### Duldung des Kabinetts Rutte (2010–2012)
Vor und nach der Bildung des Kabinetts Rutte I wurde bekannt, dass mehrere Abgeordnete der PVV wegen Gesetzesbruchs angezeigt worden waren: Jhim van Bemmel verlor seinen Posten als Haushaltssprecher nach Urkundenfälschung, und Verteidigungssprecher Eric Lucassen wurde wegen Vandalismus und Unzucht angeklagt, wurde aber freigesprochen. Zudem verweigerte PVV-Jugendführer Hero Brinkman als einziger Abgeordneter die Nachfrage, ob er jemals verurteilt worden war. Trotz dieser Affären blieb die Zustimmung unvermindert hoch, besonders die große Loyalität der PVV-Wähler zu Wilders wurde angemerkt.
2011 war die PVV weiterhin erfolgreich: In den Provinzwahlen (Provinciale Statenverkiezingen) vom 2. März 2011 holten sie auf Anhieb 69 der 566 Sitze; und am 23. Mai 2011 erhielten sie in der Wahl der Ersten Kammer mit 14 die zweitmeisten Sitze. Im Juni sorgte die PVV für Aufsehen, als ein Gesetzesentwurf das Schächten unbetäubter Tiere verbot. Obwohl dieses Verbot vor allem gläubige Juden traf, stimmte die sich als projüdisch bezeichnende PVV überraschend dafür, was in Israel scharf kritisiert wurde.
Für weiteres internationales Aufsehen sorgte im Februar 2012, dass die PVV auf ihrer Internetseite die Bevölkerung aufrief, ihr Beschwerden über Bürger osteuropäischer Herkunft im Privat- oder Berufsleben zu melden, die sie dann an das Sozialministerium weiterleiten würde. Daraufhin kam es zu scharfen diplomatischen Protesten osteuropäischer Staaten wie Polen, Bulgarien oder Rumänien. Im März 2012 trat Brinkman aus der PVV aus und warf Wilders die Annahme von Schwarzgeld sowie einen diktatorischen Führungsstil vor, der ihn an die Stasi erinnerte. Dadurch verlor das Kabinett Rutte seine Mehrheit, was letztendlich zum Bruch zwischen VVD, CDA und PVV führte: Nach langen Debatten um den Haushalt 2013 (Catshuisoverleg) kündigte Wilders am 21. April 2012 die Zusammenarbeit auf und erzwang damit Neuwahlen.

### Kammerwahl 2012
Der PVV-Wahlkampf für die niederländische Parlamentswahl 2012 wurde von internen Querelen überschattet. Am 6. Juli 2012 verließ Jhim van Bemmel die PVV, nachdem er es nicht auf die Landesliste geschafft hatte, kurz danach gingen auch seine Kollegen Wim Kortenoeven und Marcial Hernandez, die ihre Parteiführung einer „Politbüro“-artigen Bevormundung bezichtigten und Wilders mit Kim Jong-Il verglichen. Am Wahltag bekam die PVV nur noch 10,1 Prozent (15 Mandate).
Bei den Gemeinderatswahlen am 19. März 2014 verlor die PVV leicht an Stimmen in den beiden einzigen Gemeinden, in denen sie Kandidaten aufgestellt hatte, Den Haag und Almere. Am Wahlabend fragte Wilders seine Anhänger, ob sie mehr oder weniger Marokkaner wollten. „Weniger, weniger“, antwortete der Saal. „Dann werden wir dies wahrmachen“, entgegnete wiederum Wilders. Dies hat in den Niederlanden weitreichende Empörung hervorgerufen; Niederländer mit marokkanischem Hintergrund beispielsweise protestierten über Twitter mit Fotos von sich und ihrem niederländischen Reisepass. Ministerpräsident Rutte sagte, solange Wilders solche Äußerungen von sich gebe, sei an eine Zusammenarbeit nicht zu denken. Wie Ruttes Parteifreunde lokal mit der PVV umgingen, sei jedoch deren Sache. Auch in der PVV stieß Wilders’ Auftritt teilweise auf Protest. Zwei PVV-Abgeordnete der Zweiten Kammer traten aus, ebenso eine Europa-Abgeordnete, zwei Ständemitglieder in Friesland sowie eines der neun Gemeinderatsmitglieder in Almere und ein Gemeinderatsmitglied in Den Haag. Von den 15 Abgeordneten der PVV blieben nach einem Ausschluss im Jahre 2013 damit nur noch 12 übrig.

### Kammerwahl 2017
Im Vorfeld der Parlamentswahlen zur Zweiten Kammer im März 2017 galt es als möglich, dass die PVV mit Wilders als erneutem Spitzenkandidaten erstmals stärkste politische Kraft in den Niederlanden werden könnte. Anfang 2016 hatten Umfragen auf dem Höhepunkt der Flüchtlingskrise in Europa zunächst lange Zeit einen deutlichen Sieg der PVV prognostiziert. Im Verlauf des Wahlkampfes lieferte sich Wilders jedoch mit dem amtierenden Ministerpräsidenten und VVD-Spitzenkandidaten Mark Rutte zunehmend ein Kopf-an-Kopf-Rennen sowie eine intensive politische Auseinandersetzung, in der mehr und mehr Ruttes VVD ihre Spitzenposition im Parteienspektrum konsolidierte. Begünstigt wurde diese Entwicklung zum Teil auch durch Sympathiebekundungen von Wilders an den neuen US-Präsidenten Donald Trump, welcher bei einer Mehrheit der Niederländer als unbeliebt gilt. Außerdem stärkte Ruttes entschlossenes Auftreten gegen Wahlkampfauftritte türkischer Regierungsmitglieder in den Niederlanden im Zuge der Volksabstimmung zu einer türkischen Verfassungsreform die Popularität der VVD.
Nach Auszählung der Wahl verlor Wilders PVV daher letzten Endes trotz leichter Zugewinne auf 13,1 Prozent der Stimmen (20 Sitze) deutlich gegen die VVD mit 21,3 Prozent (33 Sitze). Zudem setzte sich die PVV nur knapp als zweitstärkste politische Kraft vor der christdemokratischen CDA (12,4 Prozent, 19 Sitze) und der linksliberalen D66 (12,2 Prozent, 19 Sitze) durch.
Insgesamt wurde Wilders’ Abschneiden als Zeichen gegen einen fortschreitenden Erfolg der Rechtspopulisten (entgegen Brexit und Trump-Wahl) gewertet. Auch das Ziel einer Regierungsbeteiligung verfehlte Wilders’ PVV mit dem Ergebnis deutlich, da erstens der Auftrag zur Bildung einer Regierung als stärkste Fraktion klar verpasst wurde und zweitens Ministerpräsident Mark Rutte für den nunmehrigen Wahlsieger VVD wie die meisten Parteien bereits im Vorfeld eine Zusammenarbeit mit der PVV kategorisch ausgeschlossen hatte.

### Neue Konkurrenz und Kammerwahl 2021
Nach der Parlamentswahl 2017 musste sich die PVV einer gestiegenen Konkurrenz durch die EU-skeptische und nationalistische Partei Forum voor Democratie (FvD) erwehren, die mit ähnlichen Themen warb und in Umfragen zeitweise deutlich vor der PVV lag. Ihr Parteichef Thierry Baudet wurde in verschiedenen Medien als jüngere, charmantere und eloquentere Version von Geert Wilders dargestellt. Bei der Europawahl in den Niederlanden 2019 konnte die PVV nur 3,53 Prozent der Stimmen erzielen, während das FvD auf Anhieb 10,96 Prozent erreichte. Wilders‘ Partei verlor damit ihre vier Sitze im Europäischen Parlament. Erst nach dem Ausscheiden der britischen Abgeordneten im Februar 2020 durch den Brexit zog PVV-Spitzenkandidat Marcel de Graaff ins Europaparlament ein, wo er der Fraktion Identität und Demokratie angehört.
Nach Skandalen beim FvD und einer Parteispaltung konnte sich die PVV bei der vorgezogenen Parlamentswahl zur Zweiten Kammer im März 2021 mit 10,8 % der Stimmen als stärkste Oppositionspartei behaupten; gegenüber 2017 verlor man drei Sitze. Wie zuvor schloss Ministerpräsident und Wahlsieger Mark Rutte eine Zusammenarbeit mit Wilders aus.

### Parlamentswahl 2023
Vor der Parlamentswahl am 22. November 2023 erklärte Parteichef Wilders, er werde seine Ansichten über den Islam „in die Gefriertruhe“ legen, um regieren zu können.
Bei der Wahl wurde die PVV mit 23 % der Stimmen und 37 von 150 Sitzen zur stärksten Fraktion der Zweiten Kammer. Wilders strebte eine Koalition der PVV mit den drei rechten Parteien VVD, Nieuw Sociaal Contract (NSC) und BBB an. NSC-Chef Pieter Omtzigt erklärte jedoch, er wolle nicht mit ihm verhandeln, solange er nicht deutlich mache, von welchen seiner Forderungen er Abstand nehme. Am 6. Februar 2024 gab Wilders das Scheitern der Koalitionsgespräche mit den drei Parteien bekannt. Omtzigt erklärte sich aber dazu bereit, eine rechte Minderheitsregierung zu tolerieren.
Am 15. Mai 2024 gab Wilders eine Koalition mit der VVD, der NSC und der BBB bekannt. Am 28. Mai 2024 verständigten sich die vier Koalitionspartner auf den parteilosen Dick Schoof, den ehemaligen Leiter des niederländischen Nachrichtendienstes AIVD, als neuen Ministerpräsidenten. Der zunächst als Ministerpräsident vorgesehene ehemalige Innenminister Ronald Plasterk verzichtete am 20. Mai 2024 auf dieses Amt. Hierauf hatte Wilders als Vorsitzender der stärksten Fraktion bereits im März 2024 verzichtet.
Der verabschiedete Koalitionsvertrag sah unter anderem vor:
- Verschärfungen im Asylrecht (u. a. schnellere Abschiebungen von Personen ohne Aufenthaltstitel, kein automatisch möglicher Familiennachzug für subsidiär Schutzberechtigte, Verkürzung des Rechtswegs) und Verstärkung der Grenzkontrollen
- Einbürgerung: Mindestaufenthalt wird auf 10 Jahre erhöht, Aufgabe von bisheriger Staatsangehörigkeit (sofern möglich) verpflichtend, verschärfte Anforderungen bei Sprachkenntnissen
- Halbierung der Selbstbeteiligung in der Krankenversicherung
- keine (bisher vorgesehene) zwangsweise Reduktion des Viehbestands, weniger strenge Grenzwerte für Stickstoff und Phosphat
- keine Erhöhung von CO2-Abgabe, keine (bisher für 2026 vorgesehene) Verpflichtung zum Einbau von Wärmepumpen bei Austausch von Heizungen
- teilweise Verschärfung des Strafrechts
- allgemeines Tempolimit auf Autobahnen wird auf 130 km/h erhöht (bisher 6 bis 19 Uhr: 100 km/h, sonst: 130 km/h)
- Erhöhung der Verteidigungsausgaben auf 2 % des BIP[47]

Die neue Regierung wurde am 2. Juli 2024 vereidigt.
Zum ersten Mal in ihrer Geschichte konnte die PVV Minister stellen. Diese sind Fleur Agema, Dirk Beljaarts, Barry Madlener, Reinette Klever und Marjolein Faber.

## Parteiorganisation

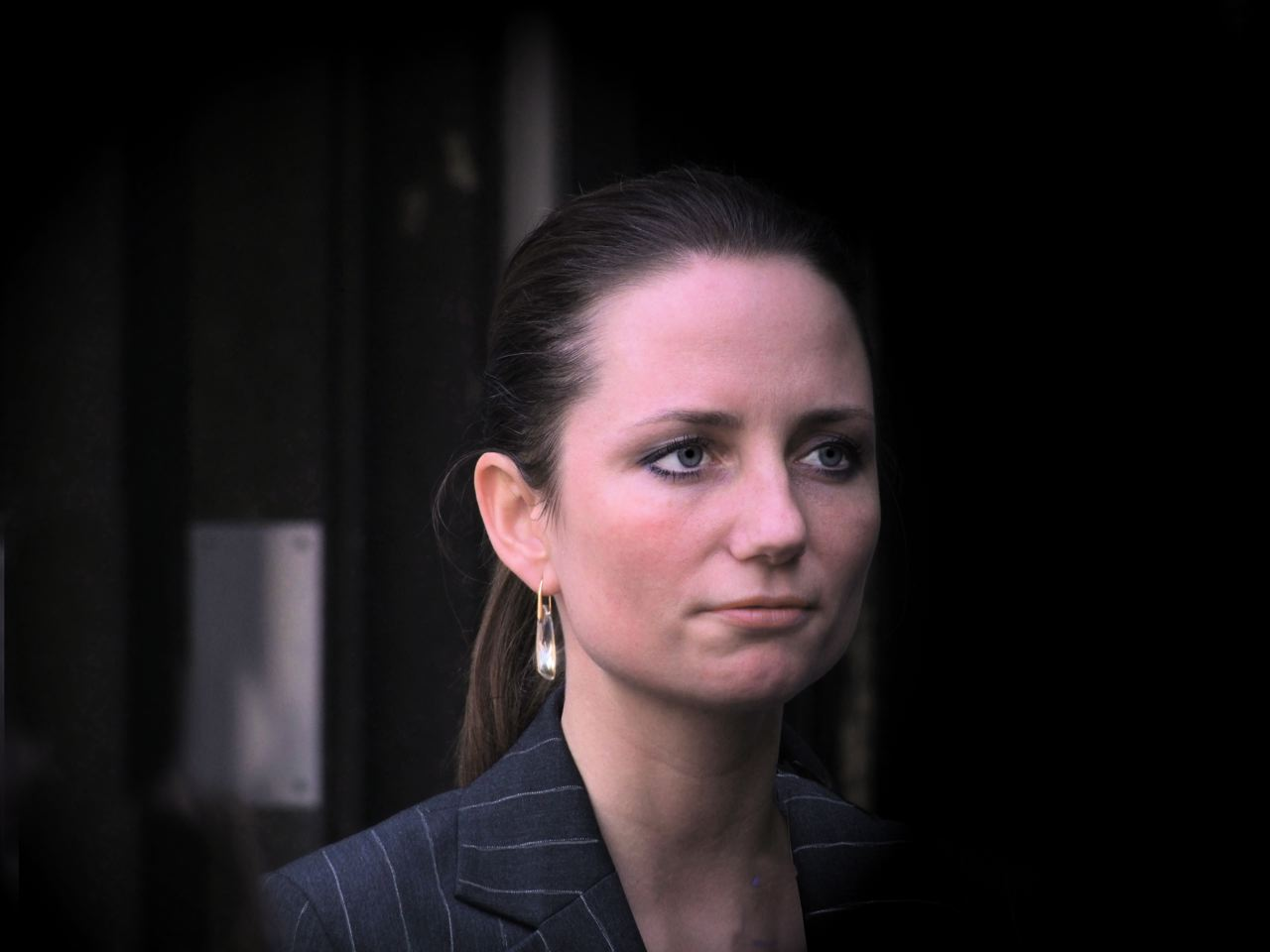
Fleur Agema, bis 2004 Mitglied der Lijst Pim Fortuyn, ist seit 2006 Abgeordnete der PVV.

Die PVV hat mit Wilders nur ein einziges Mitglied. Ihn unterstützende Personen dürfen sich als Freiwillige, Sponsoren oder Unterstützer melden. Aus diesen Personengruppen rekrutiert Wilders die Abgeordneten, die seine Partei in den Parlamenten vertreten; alle Kandidaten werden vor der Wahl von Wilders nominiert. Auch sein Wahl- und Parteiprogramm beschließt Wilders selbst. Die Partei ist damit die erste im niederländischen Parlament, die nicht als Mitgliederpartei organisiert ist. Mit diesem System soll gemäß Wilders’ Aussagen verhindert werden, dass die Partei von „den falschen Leuten übernommen“ werden könne. Er ließ aber offen, ob sich die Partei zu einem späteren Zeitpunkt für Mitglieder öffnen werde. Das Fraktionsmitglied Hero Brinkman sprach sich öffentlich für eine Demokratisierung der PVV aus und verließ die Fraktion daher im März 2012.
Nachdem Wilders die VVD verlassen hatte, gründete er die Stiftung Stichting Groep Wilders, um besser Spenden sammeln zu können. In den Niederlanden ist die Rechtsform des eingetragenen Vereins erforderlich, um unter einer bestimmten Parteibezeichnung an einer Wahl teilnehmen zu können; zudem ist eine parteiunabhängige Kandidatur mit einer von mindestens dreißig Bürgern aus dem jeweiligen Wahlkreis unterstützten Liste möglich. Für die Gründung eines eingetragenen Vereins sind in den Niederlanden zwei Gründer erforderlich. Wilders gründete am 30. März 2005 die Vereniging Groep Wilders. Gründer waren er selbst als Privatperson und die Stichting Groep Wilders, deren einziges Vorstandsmitglied er ist. Die Vereniging Groep Wilders ließ sich bei der Wahlkommission (kiesraad) die Bezeichnung PVV (Partij voor de Vrijheid)  registrieren, um unter diesem Namen an Wahlen teilnehmen zu können.
Eine solche Konstruktion wäre beispielsweise in Deutschland nicht möglich, da hier nur Parteien Landeslisten für die Bundestagswahl einreichen können. Parteien wiederum müssen in Deutschland demokratisch organisiert sein. Für Wilders liegt der Vorteil darin, dass er das alleinige Sagen hat und interne Querelen, wie sie zum Untergang der LPF führten, weniger wahrscheinlich sind. Andererseits hat die PVV keinen Anspruch auf staatliche Parteienfinanzierung, da dafür eine Mindestmitgliederzahl von 1000 nötig ist. Dafür muss die PVV, anders als staatlich mitfinanzierte Parteien, die Herkunft ihrer Mittel nicht offenlegen. Die PVV erhält beträchtliche Summen aus den USA und ist gegen eine Verschärfung der Regeln für die Parteienfinanzierung. Unabhängig davon hat die PVV-Fraktion aber – wie alle Fraktionen – Anspruch auf staatliche Zuschüsse.

## Politisches Programm
Die Partei versteht sich selbst als nationalliberal, wird aber von Medien und Politikwissenschaft meist als rechtspopulistisch bezeichnet. Eine Studie der Anne-Frank-Stiftung stufte sie 2008 und 2010 als „rechtsextrem“ ein, grenzte sie aber als Vertreter eines „neuen“ Rechtsradikalismus von „klassischen“ Rechtsextremisten ab. Das Parteiprogramm zur Wahl von 2009 enthielt unter anderem folgende Forderungen:

### Staat und EU
- Stärkung der direkten Demokratie und mehr Volksabstimmungen
- Referendum über einen Nexit, den Austritt der Niederlande aus der Europäischen Union[38]
- Abschaffung der Ersten Kammer, Reduzierung der Anzahl der Abgeordneten der Zweiten Kammer von 150 auf 100
- Betonung der christlichen, jüdischen und humanistischen Kultur in der niederländischen Verfassung
- Keine staatliche Parteienfinanzierung
- Straffung der öffentlichen Verwaltung, weniger Ministerien und Beamte
- Verringerung des Einflusses der Europäischen Union, keine neue Europäische Verfassung
- Keine neuen EU-Beitritte, im Falle des Eintritts der Türkei Austritt der Niederlande aus der EU (Nexit)
- Austritt aus dem Schengener Abkommen
- Abschaffung des Europäischen Parlaments und der Europäischen Kommission

### Migration
- Fünfjähriger Einwanderungsstopp für Muslime
- Keine medizinische Versorgung für illegale Einwanderer mit Ausnahme von Notfällen
- Einbürgerung nur nach zehn Jahren Aufenthalt, in denen die Einwanderer gearbeitet haben und nicht kriminell waren
- Verbot doppelter Staatsbürgerschaften
- Einführung von Grenzkontrollen[38]
- Abschiebung syrischer Asylbewerber[38]

### Umgang mit dem Islam
- Kopftuchverbot im Staatsdienst
- Burkaverbot in der Öffentlichkeit
- Schließung von radikalen Moscheen
- Verbot der Errichtung weiterer Moscheen und Koranschulen
- Verbot des Koran

### Wirtschaft
- Steuersenkungen durch weniger Abgaben an die Europäische Union sowie Kürzung der Entwicklungshilfe und der Subventionen
- Bau von neuen Kernkraftwerken
- Ablehnung von Windkraftanlagen
- Ablehnung von Klimaschutzmaßnahmen
- Abschaffung des Rauchverbots im Gaststättengewerbe
- Verschlankung der Bürokratie, Investitionen in die Infrastruktur, Lockerung des Tempolimits

### Innere Sicherheit
- Ethnische Registrierung von jedermann. Inklusive Angabe „Antillianisch“
- Verlängerung der Haftstrafen und Einstellung von mehr Polizisten
- Einführung einer lebenslange Freiheitsstrafe nach drei schweren Gewaltdelikten (Three strikes)
- Sofortige Ausweisung von kriminellen Einwanderern
- Einführung von Bootcamps (heropvoedingskampen)

### Bildung und Sonstiges
- Vermittlung von Werten und Normen in der Kindeserziehung
- Kleine und sicherere Schulen sowie mehr Lehrer
- Niederländische Fahnen an allen Schulen und Regierungsgebäuden
- Kanon der vaterländischen Geschichte als Pflichtfach an allen Schulen
- Stärkung der Effizienz des Militärs
- Verankerung des Tierschutzes in der Verfassung
- Beendung der Kunstsubventionierung, Niederländisches Kulturerbe, Museen und Bibliotheken ausgenommen

### Klima
- Bau neuer Atomkraftwerke[38]
- Weiterbetrieb von Gas- und Kohlekraftwerken[38]

### Wahlprogramm 2010
Für die Kammerwahlen am 9. Juni 2010 präsentierte Wilders ein Programm, in dem der Islam viel Raum erhielt. Außerdem wurden vor allem Kritik an der EU und an „Masseneinwanderung“ allgemein laut. Außerdem werden das Thema Stärkung der nationalen Identität sowie wirtschafts- und sozialpolitische Themen angesprochen. Es gehe um die Wahl zwischen dem Islam und den Niederlanden, zwischen „unserer Flagge“ und der „Flagge des EU-Heilsstaats“, schrieb er im Vorwort.
In dem Teil „Wählen für die Islambekämpfung und gegen die Masseneinwanderung“ heißt es, der Islam sei „vor allem eine politische Ideologie; eine totalitäre Lehre, die auf Dominanz, Gewalt und Unterdrückung eingestellt ist“. Es gebe wohl gemäßigte Muslime, aber keinen gemäßigten Islam. Der Koran trenne die Menschheit in Muslime und minderwertige Nichtmuslime. Wegen der Eliten und ihres Kulturrelativismus, vor allem wegen des „Klubs in Brüssel“, werde aus Europa schnell „Eurabien“. Die Niederlande müssten daher aus dem Schengener Abkommen austreten und ihre Einwanderungspolitik wieder selbst bestimmen. Die Niederlande würden von vielen im Ausland als Ausgabestelle für kostenlose Sozialleistungen gesehen. Daher sollen Einwanderer für die ersten zehn Jahre vom Sozialversicherungssystem ausgeschlossen werden. Die PVV ist gegen die Möglichkeit einer doppelten Staatsbürgerschaft und gegen Amnestien für Illegale. Von Einwanderern ohne Arbeitsplatz wolle man mit dem Programm „Arbeiten oder abhauen“ (Werken of Wegwezen) Abschied nehmen.
Als politische Ideologie solle der Islam keine Vorrechte einer Religion in Anspruch nehmen dürfen, keine neuen Moscheen dürfen gebaut werden, alle Privatschulen in islamischer Trägerschaft müssen geschlossen werden, „islamische Medien“ dürfen nicht subventioniert werden, der öffentlich-rechtliche Rundfunk („die Propaganda-Abteilung der multikulturellen Niederlande“) soll beschnitten werden, bei einem EU-Beitritt der Türkei sollen die Niederlande austreten, die Burka und der Koran sollen verboten werden, Kopftücher besteuert werden. Ohne Einbürgerungstest soll keine Einwanderung und keine Einbürgerung möglich sein; wer in den Niederlanden ist und den Test nicht besteht, soll das Land verlassen. Bisherige Doppelstaatsbürger sollen registriert werden. „Und vor allem: Vollständiger Einwanderungsstopp für Menschen aus islamischen Ländern.“
Im Teil über innere Sicherheit fordert die Partei unter anderem die Abschaffung von Sicherungsverwahrung, Arbeitsstrafen, keine vorzeitige Entlassung bei guter Führung, Erziehungslager (heropvoedingscampen), das Abschieben krimineller Ausländer (und Verlust der niederländischen Staatsbürgerschaft bei doppelter Staatsbürgerschaft) sowie die ethnische Registrierung aller Einwohner der Niederlande. Ausdrücklich heißt es: „inklusive der Information 'Antillianer'“.
Die PVV bezweifelt die Existenz eines menschengemachten Klimawandels. Die Warnungen vor der globalen Erwärmung werden von der Partei als „unbewiesener Klimahype“ abgetan. Die PVV fordert die Streichung jeglicher staatlicher Finanzierung von vorbeugendem Klimaschutz. In der Energiepolitik wird der Bau von Windkraftanlagen abgelehnt, die die „traditionelle holländische Landschaft“ trüben würden. Stattdessen fordert die PVV den Bau neuer Atomkraftwerke.

## Wahlergebnisse im Überblick
| Jahr | Wahl                | Wähleranteil | Parlamentssitze | Platz |
| ---- | ------------------- | ------------ | --------------- | ----- |
| 2006 | Parlamentswahl 2006 | 5,89 %       | 9/150           | 5.    |
| 2009 | Europawahl 2009     | 17,00 %      | 4/26            | 2.    |
| 2010 | Parlamentswahl 2010 | 15,45 %      | 24/150          | 3.    |
| 2011 | Senatswahl 2011     | 13,07 %      | 10/75           | 4.    |
| 2012 | Parlamentswahl 2012 | 10,08 %      | 15/150          | 3.    |
| 2014 | Europawahl 2014     | 13,32 %      | 4/26            | 3.    |
| 2015 | Senatswahl 2015     | 11,97 %      | 9/75            | 4.    |
| 2017 | Parlamentswahl 2017 | 13,06 %      | 20/150          | 2.    |
| 2019 | Europawahl 2019     | 3,53 %       | 0/26            | 10.   |
| 2019 | Senatswahl 2019     | 6,54 %       | 5/75            | 7.    |
| 2021 | Parlamentswahl 2021 | 10,79 %      | 17/150          | 3.    |
| 2023 | Senatswahl 2023     | 6,10 %       | 4/75            | 7.    |
| 2023 | Parlamentswahl 2023 | 23,49 %      | 37/150          | 1.    |
| 2024 | Europawahl 2024     | 17,0 %       | 6/31            | 2.    |